# جيلي (حذاء)
الجِيْلِيّ هو حذاء مصمم خصيصاً ليستخدم في عدة أنواع من الرقص. إنه حذاء لين يشبه حذاء الباليه.